# Lypsimena
Lypsimena es un género de escarabajos longicornios de la subfamilia Lamiinae. Fue descrito por Samuel Haldeman en 1847.

## Especies
- Lypsimena fuscata Haldeman, 1847
- Lypsimena nodipennis (Burmeister, 1865)
- Lypsimena proletaria (Melzer, 1931)
- Lypsimena strandiella Breuning, 1943
- Lypsimena tomentosa Chemsak y Linsley, 1978